# Municipalità locale di Kou-Kamma
Kou-Kamma è una municipalità locale (in afrikaans Kou-Kamma Munisipaliteit, in xhosa uMasipala wase Kou-Kamma, in inglese Kou-Kamma Local Municipality) appartenente alla municipalità distrettuale di Sarah Baartman della  Provincia del Capo Orientale in Sudafrica. 
In base al censimento del 2001 la sua popolazione è di 34.293 abitanti.
La sede amministrativa e legislativa è la città di Kareedouw e il suo territorio si estende su una superficie di 3.573 km² ed è suddiviso in 5 circoscrizioni elettorali (wards). Il suo codice di distretto è EC109.

## Geografia fisica

### Confini
La municipalità locale di Kou-Kamma confina a nord con quella di Dr Beyers Naudé, a est con quella di Kouga, a sud con l'Oceano Indiano e a ovest con quella di Bitou (Eden/Provincia del Capo Occidentale).

### Città e comuni
- Boskop
- Clarkson
- Coldstream
- Humansdorp
- Joubertina
- Kagiso Height
- Kammiebos
- Kareedouw
- Kou-Kamma
- Krakeelrivier
- Louterwater
- Misgund
- Oubosstrand
- Sanddrif
- Stormsrivier
- Thornham
- Tsitsikama National Park
- Tweeriviere
- Uitkyk
- Witelsbos
- Woodlands

### Fiumi
- Diep
- Dwaas
- Elandsbos
- Hol
- Joubertskraal
- Groot
- Kouga
- Krom
- Nabooms
- Palmiet
- Raviaanskloof
- Sipres
- Storms
- Tsitsikamma

### Dighe
- Churchill Dam